# Robert Priestley
Robert Willerton Priestley (* 12. Juni 1901 in Manhattan, New York City, New York; † 27. November 1986 in San Diego, Kalifornien) war ein US-amerikanischer Artdirector und Szenenbildner, der zweimal den Oscar für das beste Szenenbild gewann und ein weiteres Mal für diesen Oscar nominiert war.

## Leben
Priestley begann seine Laufbahn als Artdirector und Szenenbildner in der Filmwirtschaft Hollywoods 1936 bei dem Film Tell Your Children und arbeitete bis 1968 an der szenischen Ausstattung von rund 110 Filmen und Fernsehserien mit.
Bei der Oscarverleihung 1956 gewann er sowohl den Oscar für das beste Szenenbild in einem Farbfilm und war darüber hinaus bei dieser Verleihung auch für einen Oscar für das beste Szenenbild in einem Schwarzweißfilm nominiert. Den Oscar gewann er zusammen mit William Flannery und Jo Mielziner für das von Joshua Logan inszeniert Melodram Picknick (1955) mit William Holden, Kim Novak und Betty Field in den Hauptrollen. Die Oscar-Nominierung erhielt er gemeinsam mit Ted Haworth und Walter M. Simonds für das Filmdrama Marty (1955) von Delbert Mann mit den Darstellern Ernest Borgnine, Betsy Blair und Esther Minciotti.
Seinen zweiten Oscar für das beste Szenenbild gewann er 1958 mit Haworth für Sayonara (1957), den Regisseur Joshua Logan nach dem gleichnamigen Roman von James A. Michener mit Marlon Brando, Patricia Owen und Red Buttons inszenierte.

## Filmografie (Auswahl)
- 1936: Tell Your Children
- 1942: Boston Blackie Goes Hollywood
- 1942: A Tornado in the Saddle
- 1943: Footlight Glamour
- 1944: Secret Command
- 1944: U-Boat Prisoner
- 1946: Gilda
- 1946: Sambafieber (The Thrill of Brazil)
- 1947: Die legendären Dorseys (The Fabulous Dorseys)
- 1947: Die Bestie von Shanghai (Intrigue)
- 1947: Frau ohne Moral? (Dishonored Lady)
- 1948: Insel des Grauens (Unknown Island)
- 1948: Der Menschenfresser von Kumaon (Man-Eater of Kumaon)
- 1948: Lulu Belle
- 1949: Cover Up
- 1949: Adlerauge, der tapfere Sioux (Apache Chief)
- 1949: Aufruhr in Marokko (Outpost in Morocco)
- 1950: Unser Admiral ist eine Lady (The Admiral Was a Lady)
- 1950: Auf Winnetous Spuren (The Iroquois Trail)
- 1951: Of Men and Music
- 1952: Feudin’ Fools
- 1952: Meuterei auf dem Piratenschiff (Mutiny)
- 1952: Schlachtzone Pazifik (Battle Zone)
- 1953: Geheimkommando Afrika (The Royal African Rifles)
- 1954: Kampfstaffel Feuerdrachen
- 1955: Der Mann aus Kentucky (The Kentuckian)
- 1956: Ohne Liebe geht es nicht (You Can't Run Away From It)
- 1958: Babys auf Bestellung
- 1958: Die Katze auf dem heißen Blechdach
- 1960: Abenteuer am Mississippi
- 1961: One Happy Family (Fernsehserie)
- 1961: The Jack Benny Program (Fernsehserie)
- 1967: Der Weg nach Westen
- 1967: In der Hitze der Nacht
- 1968: P. J.

## Auszeichnungen
- 1956: Oscar für das beste Szenenbild in einem Farbfilm
- 1958: Oscar für das beste Szenenbild